# أحمد جورلين
أحمد جورلين (بالإنجليزية: Ahmet Gürleyen)‏ ولد في 26 أبريل 1999 هو لاعب كرة قدم ألماني .
أحد الأندية التي لعب فيها هو نادي ماينتس 05 لكرة القدم .
لقد لعب أيضًا مع منتخب تركيا لكرة القدم تحت 19 عامًا ، والشباب الألماني ، وألمانيا تحت 20 عامًا .